# Mord an XXXTentacion

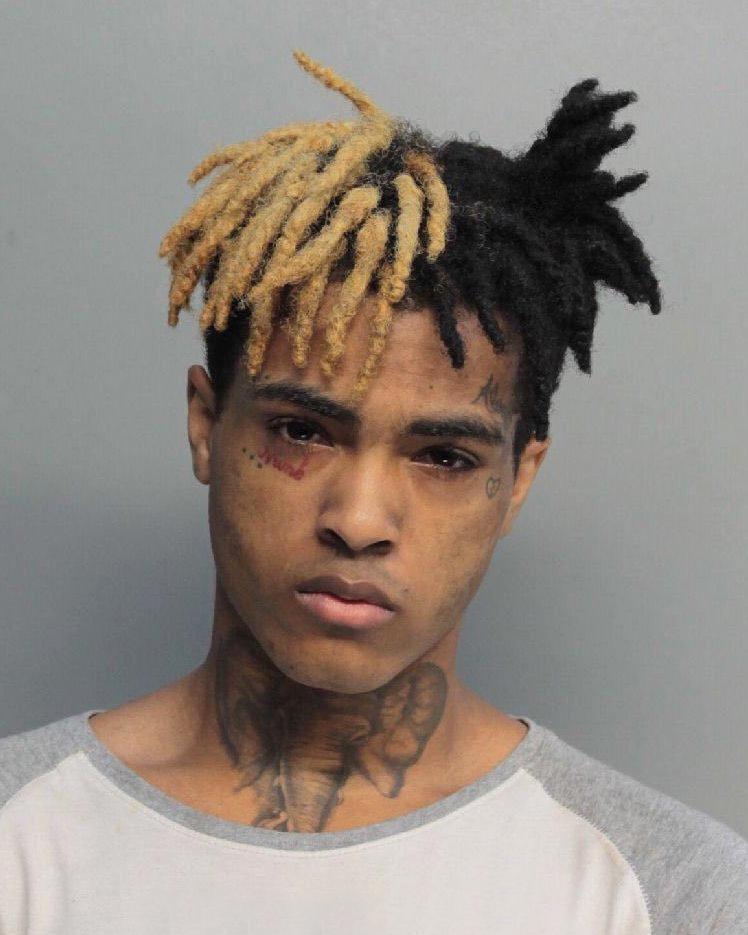
Mugshot von XXXTentacion (2016)

Der Mord an XXXTentacion ereignete sich am 18. Juni 2018, als der US-amerikanische Rapper Jahseh Dwayne Ricardo Onfroy, hauptsächlich als XXXTentacion bekannt, bei einem Überfall vor den Toren von RIVA Motorsports, einem Motorrad- und Wasserfahrzeughändler in Deerfield Beach, Florida, erschossen wurde. Ihn trafen mehrere Schüsse am Hals und er befand sich in einem kritischen Zustand, bevor er um 17:30 Uhr desselben Tages für tot erklärt wurde.
Insgesamt wurden vier mutmaßliche Täter angeklagt, die in die Tat involviert gewesen sein sollen. Aus den Gerichtsakten ging kürzlich auch die scheinbare Motivation des Überfalls hervor: Angeblich hatten es die Angeklagten auf XXXTentacion abgesehen, weil er eine Louis-Vuitton-Tasche mit 50.000 Dollar bei sich hatte.

## Ereignisse
Am 18. Juni ging Onfroy zur Bank of America, um Geld abzuheben, bevor er zu RIVA Motorsports, einem Anbieter von Motorrädern und Booten in Deerfield Beach, Florida, fuhr. Nachdem er Geld von der Bank abgehoben hatte, folgte ihm ein schwarzer SUV, in dem angeblich Dedrick Williams, Robert Allen, Michael Boatwright und Trayvon Newsome saßen.
Um 15:30 Uhr EDT kam Onfroy bei RIVA Motorsports an und betrat in Begleitung seines Onkels das Gebäude. Robert Allen und Dedrick Williams folgten Onfroy in den Laden.
Die beiden mutmaßlichen Täter gingen direkt an Onfroy vorbei, als er Motorräder betrachtete. Beide Täter wurden von Kameras aufgenommen, als sie im Laden eintrafen und zwei schwarze Masken kauften. Eine halbe Stunde später verließ Onfroy das Motorsportgeschäft und stieg in seinen schwarzen BMW i8 und passierte die Ausfahrt des Geländes. Der schwarze SUV fuhr plötzlich vor Onfroys Auto und blockierte ihn, woraufhin Newsome und Boatwright aus dem Fahrzeug ausstiegen und seine Wertsachen forderten. Es folgte eine verbale und körperliche Auseinandersetzung, da Newsome und Boatwright vergebens versuchten, Onfroys Halskette zu entwenden, was schließlich dazu führte, dass Boatwright Onfroy mehrfach in den Hals schoss. Zeugen berichteten, Newsome und Boatwright hätten eine Louis-Vuitton-Tasche aus Onfroys Fahrzeug entwendet und seien daraufhin zum schwarzen SUV zurückgekehrt.
Die Abgabe der Schüsse fand im Osten der Stadt Parkland statt, in der Onfroy zu dieser Zeit lebte. Die Feuerwehr von Broward County brachte ihn in den nahe gelegenen Broward Health North. Onfroy befand sich nach den Schüssen in einem kritischen Zustand, das Büro des Sheriffs von Broward County bestätigte später seinen Tod.

## Ermittlungen

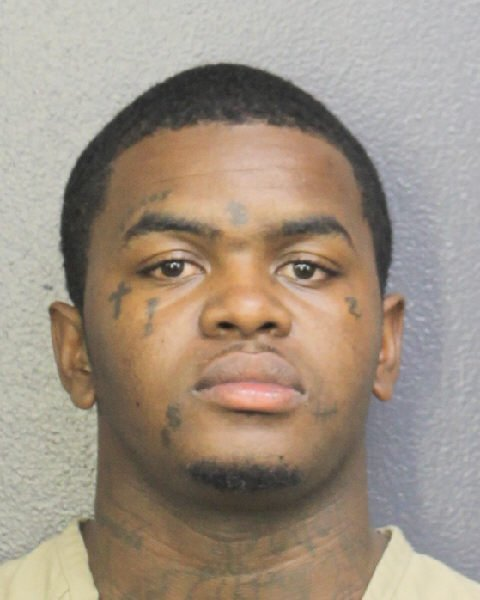
Fahndungsfoto von Dedrick Williams

Kurz nach der Veröffentlichung von Onfroys Tod bot das Büro des Sheriffs von Broward County ein Kopfgeld in Höhe von 3.000 US-Dollar an, um Informationen zu erhalten, die zur Festnahme von Verdächtigen führten. Ursprünglich vermuteten viele Fans Onfroys, zahlreiche Internetnutzer und Anwohner, dass die in Florida lebenden Rapper Soldier Kidd und Soldier Jojo wegen mehrerer verdächtiger Instagram-Posts des Paares mit spezifischen Details, die Zeugenaussagen untermauerten, den Mord an Onfroy begangen hatten. Dies wurde widerlegt, als Dedrick Williams und der mutmaßliche Schütze Michael Boatwright festgenommen wurden.
Am 20. Juni 2018 verhaftete das Büro des Sheriffs von Broward County den 22-jährigen Dedrick Devonshay Williams im Zusammenhang mit Onfroys Mord. Williams wurde in der darauffolgenden Verfolgungsjagd festgenommen. Er wurde anhand der Kleidung identifiziert, die er am 18. Juni trug, orangefarbene Sandalen und ein weißes Trägershirt. Die Polizei hat Bilder aus Sicherungsmaterial mit aktuellen Bildern aus dem Instagram-Feed von Williams abgeglichen, die „dieselben oder ähnliche leuchtend orangefarbene Sandalen“ enthielten. Er wurde auch von Mitarbeitern identifiziert, die ihn bei RIVA Motorsports gesehen haben, um eine Neoprenmaske zu kaufen. Nach Williams’ Verhaftung wurden zwei weitere Haftbefehle ausgestellt.
Am 27. Juni wurde der 22-jährige Robert Allen mit dem Fall in Verbindung gebracht und am 26. Juli festgenommen, nachdem ihn die US-Marschälle im Haus seiner Schwester im ländlichen Georgia gefunden hatten. Er wurde in Dodge County, Georgia festgehalten und befindet sich ohne Haftbefehl des Broward County Sheriff's Office in Haft. Am 5. Juli wurde der 22-jährige Michael Boatwright ebenfalls vom Büro des Sheriffs im Broward County festgenommen. Ursprünglich wurde er wegen Drogenmissbrauchs verhaftet, aber am 10. Juli wurde ein Haftbefehl gegen ihn wegen des Todes von Onfroy ausgestellt. Die Polizei glaubte, dass Boatwright Onfroy erschossen hatte. Die drei Männer wurden später vor einer Jury wegen des Mordes an Onfroy angeklagt. Am 7. August wurde der 20-jährige Trayvon Newsome wegen seiner Beteiligung am Mord festgenommen. Newsome und Boatwright sind die mutmaßlichen Schützen.
Am 17. Mai 2019 vermeldete watson.de, dass die Staatsanwälte in Florida offenbar neue Beweise gegen seine mutmaßlichen Mörder, Michael Boatwright, Dedrick Williams, Robert Allen und Trayvon Newsome, vorgelegt haben.

## Gerichtsverfahren
Dedrick Williams wurde wegen Mordes und Verletzung der Bewährungsauflagen angeklagt; ihm wurde die Freilassung gegen Kaution verweigert. Am 25. Juni bekannte er sich nicht schuldig. Williams war zuvor mehrfach festgenommen worden.
Der Prozess gegen Michael Boatwright, Trayvon Newsome und Dedrick Williams begann am 7. Februar 2023.
Alle drei Angeklagten bekannten sich im Laufe des Prozesses nicht schuldig.

## Urteil
Michael Boatwright, Trayvon Newsome und Dedrick Williams wurden am 20. März 2023 in allen Anklagepunkten von der Jury für schuldig befunden.
Am 6. April 2023 wurden Boatwright, Newsome und Williams zu lebenslanger Haft verurteilt.
Allen wurde am 20. April 2023 zu sieben Jahren Haft verurteilt, auf welche fünf Jahre, die er in Untersuchsungshaft saß, angerechnet wurden. Nach Absitzung der verbleibenden zwei Jahre erwarten ihn 20 Jahre auf Bewährung.

## Nachspiel
Nach der Bekanntgabe des Mordes an Onfroy wurde von Fans und Anwohnern ein provisorisches Denkmal geschaffen, das aus Texten des Künstlers und Erinnerungsworten bestand, die mit Kreide in einer Länge von bis zu hundert Metern auf den Boden geschrieben waren. Der Besitzer von RIVA Motorsports, bei dem Onfroy getötet wurde, hielt am 18. Juni 2018 eine Mahnwache ab. Hunderte versammelten sich während der Mahnwache und der Broward County Sheriff wurde gezwungen, die Straße zu schließen. Vor Onfroys Haus in Parkland, Florida, das zu dieser Zeit gebaut wurde, versammelten sich Fans. Onfroys Team gab eine Erklärung ab, wonach eine ordnungsgemäße Trauerfeier in Kürze stattfinden würde.

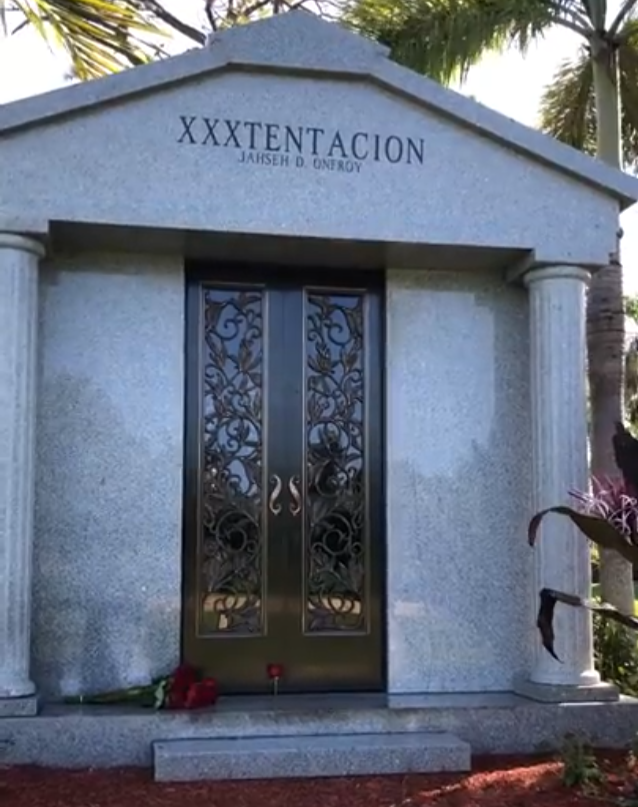
Onfroys Mausoleum

Internet-Persönlichkeit Adam Grandmaison, professionell bekannt als Adam22, der Schöpfer des Podcasts No Jumper, für den Onfroy sein erstes professionelles Interview hatte, hielt einen Tag nach Onfroys Tod vor seinem BMX-Laden OnSomeShit an der Melrose Avenue in Los Angeles eine Gedenkrede an eine Menschenmenge von 354 Personen. Die Menge wuchs schließlich auf über 1.000 und die Polizei erschien schließlich in Kampfausrüstung, um die Menge zu zerstreuen. Berichten zufolge wurden Gummigeschosse abgefeuert und mit Tränengas die Menge zerstreut.
Sechs Wochen nach dem Mord wurde eine Anklage gegen Onfroy wegen Missbrauchs und Gewalt an seiner schwangeren Ex-Freundin Geneva Ayala fallengelassen. Der Rapper soll 2016 Ayala wiederholt missbraucht, verprügelt und getreten haben und saß deshalb im Dezember 2017 im Gefängnis.